# Annunciazione della Beata Vergine Maria a Via Ardeatina
Annunciazione della Beata Vergine Maria a Via Ardeatina (lat. [Ecclesia] Annuntiationis Beatae Mariae Virginis in Via Ardeatina; dt. [Kirche der] Verkündigung der seligen Jungfrau Maria an der Via Ardeatina) ist die römisch-katholische Pfarrkirche der Pfarrei Sanctissima Annunciata im römischen Quartiere XX. Ardeatino im Süden Roms (Via Ardeatina). 
Die Kirche wurde 1220 erbaut und 1970 grundlegend saniert. Papst Paul VI. errichtete mit der Apostolischen Konstitution Sanctissimis templis die Titeldiakonie am 5. Februar 1965. Die „Mariä-Verkündigung-Kirche“ wurde im Konsistorium am 18. Februar 2012 Domenico Kardinal Calcagno als Titeldiakonie zugewiesen. 

## Kardinaldiakone
- Mario Francesco Pompedda (2001–2006)
- vakant (2006–2012)
- Domenico Calcagno (seit 2012; seit 4. März 2022 Kardinalpriester pro hac vice)